# Psylla carpinicola
Psylla carpinicola är en insektsart som beskrevs av Crawford 1914. Psylla carpinicola ingår i släktet Psylla och familjen rundbladloppor. Inga underarter finns listade i Catalogue of Life.